# Cyprinodon
Cyprinodon – rodzaj ryb karpieńcowatych (Cyprinodontidae).

## Występowanie
Wody słodkie i słonawe południowo-zachodniej części Ameryki Północnej. Spotykane w zbiornikach wody stojącej, okresowo wysychających (na obszarach pustynnych), na terenach bagiennych, w źródłach geotermalnych oraz w wolno płynących strumieniach. Wiele gatunków to endemity.

## Opis
Ciało silnie wygrzbiecone, niewielkich rozmiarów (od dwóch do kilkunastu centymetrów), często żywo ubarwione o wyraźnie zaznaczonym dymorfizmie płciowym. Gatunki jajorodne. Należą do ryb najbardziej odpornych na ekstremalne warunki środowiska. Wytrzymują krótkotrwały wzrost temperatury do 45 °C (Cyprinodon macularius), dobowe różnice temperatur do 20 °C oraz wody o dużym zasoleniu. Tolerują wysokie zmiany zasolenia np. Cyprinodon macularius może żyć zarówno w wodzie słodkiej jak i w wodzie o zasoleniu 90‰, a Cyprinodon variegatus był obserwowany żywy w wodzie o zasoleniu 144‰. Gatunki bytujące w zbiornikach okresowo wysychających bardzo szybko osiągają dojrzałość płciową, składają zapłodnioną ikrę w podłożu i najczęściej giną z braku wody. Młode wylęgają się po ponownym zalaniu zbiornika wodami deszczowymi.
Obecnie większość gatunków z rodzaju Cyprinodon to gatunki w różnym stopniu zagrożone wyginięciem, kilka już wyginęło.
Ze względu na niewielkie wymiary i często atrakcyjne ubarwienie, a także interesującą biologię budzą coraz większe zainteresowanie wśród akwarystów. Są rybami agresywnymi, silnie terytorialnymi. Żywią się głównie wysysanymi z podłoża składnikami pokarmowymi (pobierają do pyska porcję mułu, filtrują i wypluwają lub wypychają otworami skrzelowymi) oraz ślimakami, owadami i ikrą.

## Klasyfikacja
Gatunki zaliczane do tego rodzaju:
| - Cyprinodon albivelis - Cyprinodon alvarezi (EW) – karpieniec Alvareza - Cyprinodon arcuatus - Cyprinodon artifrons - Cyprinodon atrorus - Cyprinodon beltrani - Cyprinodon bifasciatus - Cyprinodon bobmilleri - Cyprinodon bondi - Cyprinodon bovinus - Cyprinodon brontotheroides - †Cyprinodon ceciliae (EX) - Cyprinodon dearborni - Cyprinodon desquamator - Cyprinodon diabolis – karpieniec diabli - Cyprinodon elegans - Cyprinodon eremus - Cyprinodon esconditus - Cyprinodon eximius - Cyprinodon fontinalis - Cyprinodon higuey - †Cyprinodon inmemoriam (EX) - Cyprinodon julimes - Cyprinodon labiosus | - Cyprinodon laciniatus - †Cyprinodon latifasciatus (EX) - Cyprinodon longidorsalis (EW) - Cyprinodon macrolepis - Cyprinodon macularius – karpieniec pustynny - Cyprinodon maya - Cyprinodon meeki - Cyprinodon nazas - Cyprinodon nevadensis - Cyprinodon nicholsi - Cyprinodon pachycephalus - Cyprinodon pecosensis - Cyprinodon pisteri - Cyprinodon radiosus - Cyprinodon riverendi - Cyprinodon rubrofluviatilis - Cyprinodon salinus - Cyprinodon salvadori - Cyprinodon simus - Cyprinodon suavium - Cyprinodon tularosa - Cyprinodon variegatus – karpieniec zmienny - Cyprinodon verecundus - Cyprinodon veronicae |

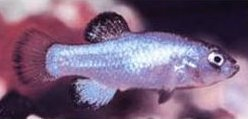
Cyprinodon diabolis
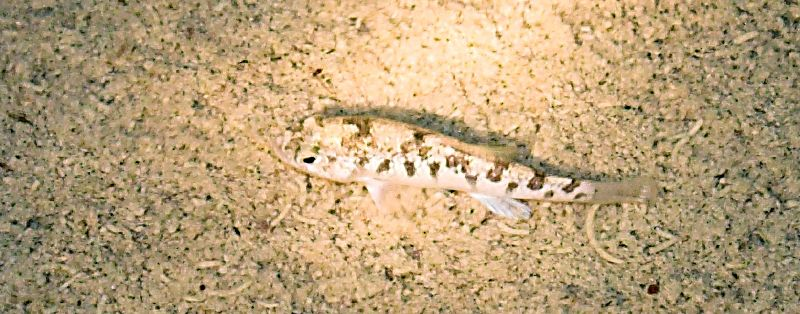
Cyprinodon eximius
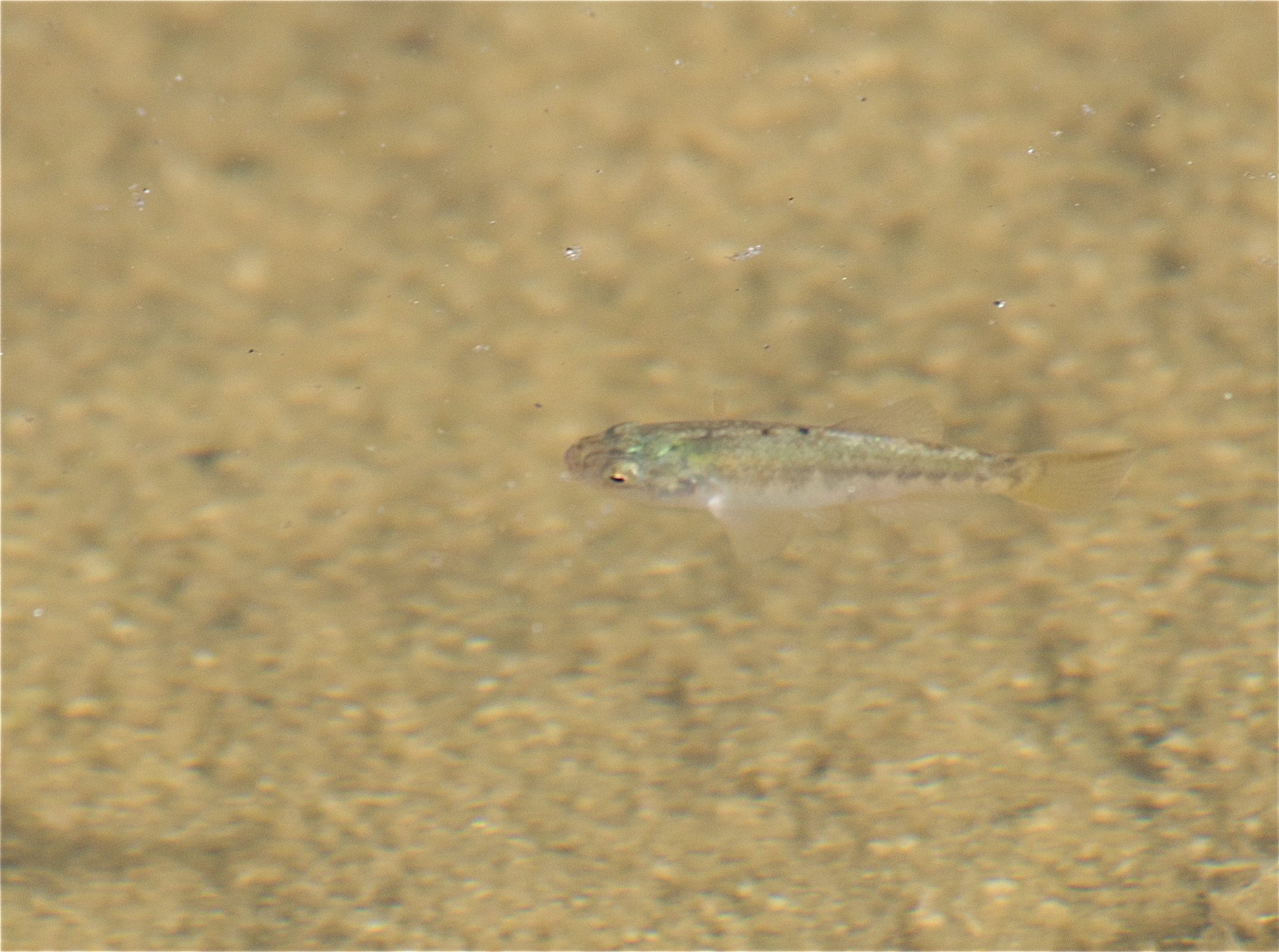
Cyprinodon macularius
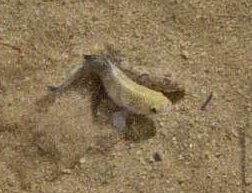
Cyprinodon salinus

Symbolem EX oznaczone w klasyfikacji IUCN jako gatunki wymarłe, a EW – wymarłe na wolności.